# Shin Megami Tensei IV: Apocalypse
Shin Megami Tensei IV: Apocalypse (真・女神転生IV FINAL, Shin Megami Tensei IV: Final) est un jeu vidéo de rôle développé par Atlus et sorti en 2016 sur Nintendo 3DS. Il prend place dans une réalité alternative de l'univers de Shin Megami Tensei IV.

## Accueil
- Famitsu : 35/40[1]
- GameSpot : 9/10[2]
- Destructoid : 8,5/10[3]